# Richard Ťápal
Richard Ťápal (17. června 1912 Vídeň – 15. července 1990 Brno) byl akademický malíř a chemik.

## Životopis
Richard Ťápal se narodil 27. června 1912 ve Vídni. V letech 1934–1940 studoval u profesora Kulce na Ukrajinské akademii v Praze (dříve Ukrajinské studio výtvarných umění). V severočeském Děčíně vyráběl vlastní olejové barvy a další přípravky používané k malbě. Byl členem Českého fondu výtvarných umění (ČFVÚ) a také umělecké skupiny Krok 57 (1957). Významná je také jeho spolupráce s architekty. Podílel se například na výzdobě Interhotelu Bohemia v Ústí nad Labem.

## Dílo (výběr)
- Dech vody (1969)[6]
- Malé mirakulum (1965)[7]

## Galerie

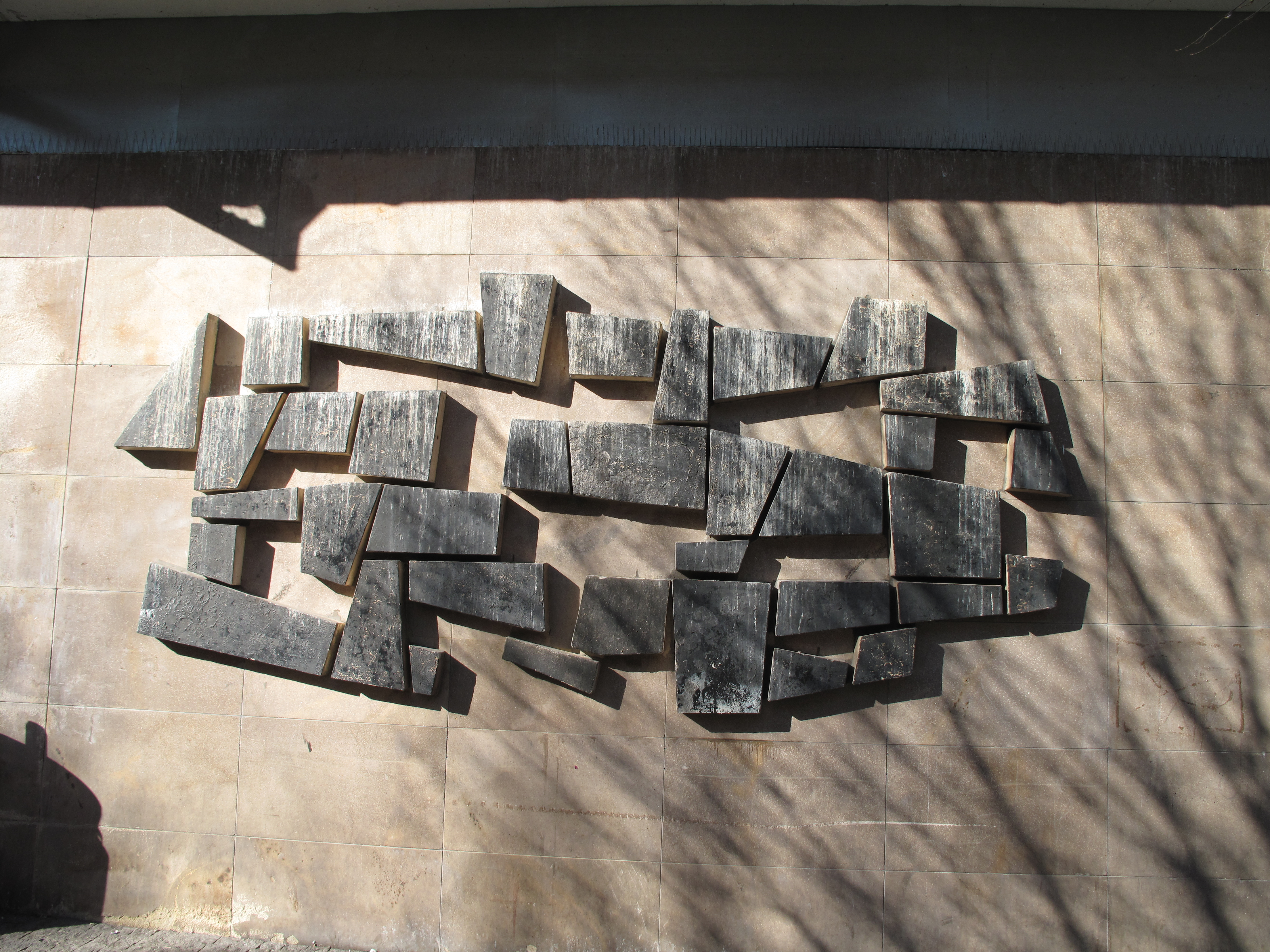
Ťápalův reliéf na bytovém komplexu Hrnčířská v Ústí nad Labem z roku 1964
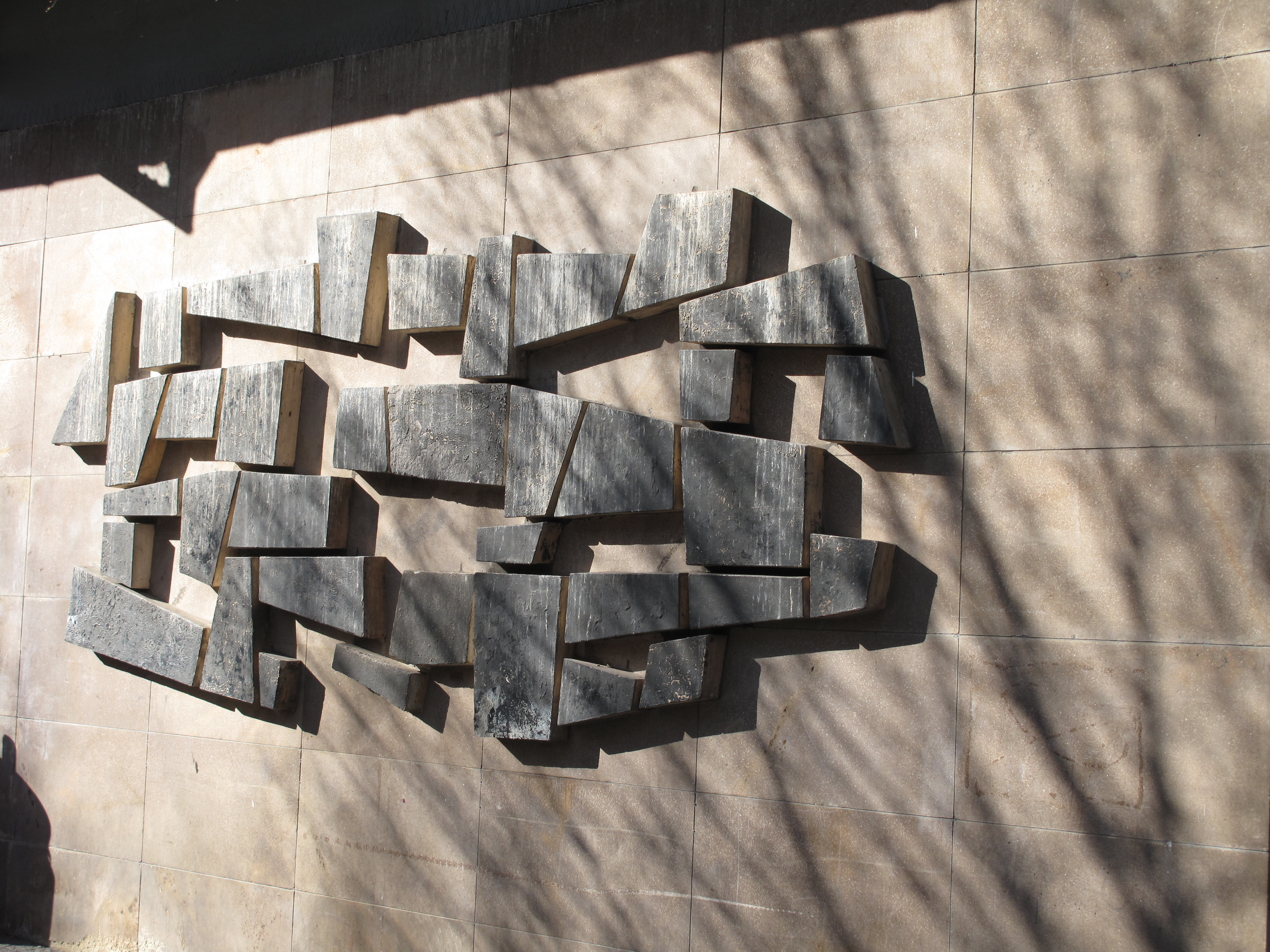
Boční pohled
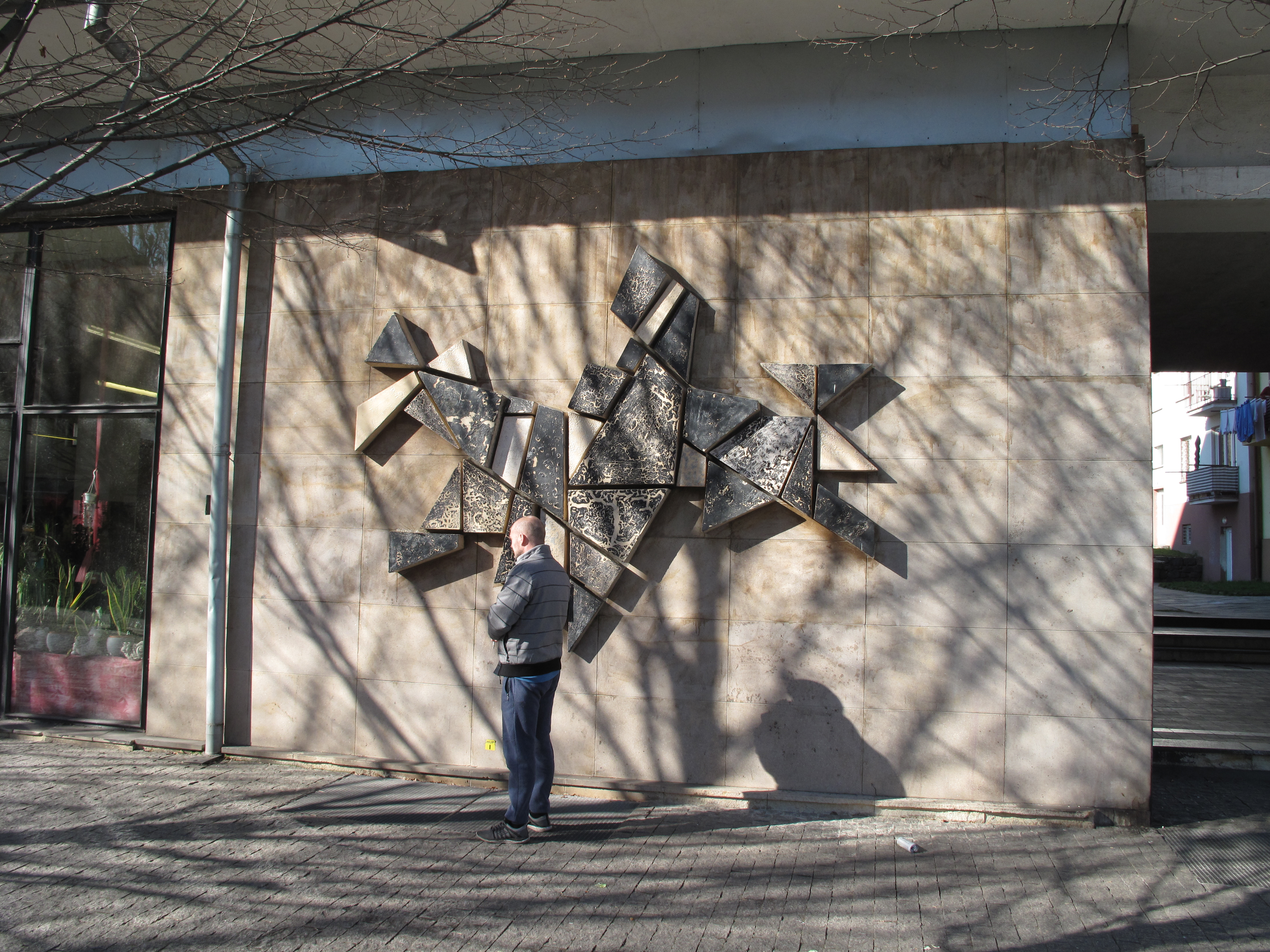
Druhý reliéf